# Лазоревка Плеске
Лазоревка Плеске, или синица Плеске, или князёк Плеске — межвидовой гибрид близкородственных видов: обыкновенной лазоревки и белой лазоревки в районах их симпатрии.

## История открытия, распространение и таксономический статус
Уже более 100 лет за птицами гибридного фенотипа, описанного в 1877 году русским орнитологом Михаилом Александровичем Мензбиром, в литературе сохраняется собственное название — Parus pleskei, или Cyanistes pleskei, данное ему в 1877 году немецким орнитологом Жаном Луи Кабанисом (Cabanis, 1816—1906), описавшем его в качестве полноценного самостоятельного вида. Видовое название было дано в честь российского зоолога-систематика, академика Петербургской Академии наук — Фёдора Эдуардовича Плеске (1858—1932), впервые обратившего внимание на данную птицу. С момента описания в конце XIX и вплоть до начала XX веков таксон ошибочно рассматривался именно в качестве самостоятельного вида. Некоторые орнитологи по разным вариантам окраски гибрида ещё несколько раз описывали данных птиц и давая им свои видовые названия. Но уже в начале XX века стали среди исследователей начали появляться первые версии о гибридном происхождении лазоревки Плеске.
Наиболее часто этих птиц встречали и ловили в конце XIX и начале XX веков в тогдашней Московской губернии. В научных коллекциях того времени имелось несколько десятков тушек князьков Плеске. Как отмечалось в научной литературе начала XX века, в восьмидесятых годах XIX столетия белая лазоревка появилась в местностях западной России, где ранее обитала только обыкновенная лазоревка, но с 1889 года белая лазоревка опять оттуда исчезла, а на границе соприкосновения этих двух видов возник гибрид, именуемый сейчас лазоревка Плеске. В конце XIX и начале XX веков птиц часто ловили под Петербургом, в тогдашних Ярославской и Смоленской губерниях, в Белоруссии. Были известны залёты в Западную Европу и в Оренбургскую область. Начиная с середины XX века были отмечены встречи с гибридом в Европе от Ленинградской области до Голландии во время осенней миграции или на зимовках. За последующий годы, вплоть до настоящего времени, были известны преимущественно единичные встречи таких птиц. В последние года увеличение численности гибридных особей на Среднем Урале и в Зауралье, вероятно, связано с тем, что на фоне расширения ареала обыкновенной лазоревки и снижении численности белой лазоревки произошло возникновение зоны симпатрии с низкой численностью обоих видов. Это непосредственно способствовало образованию смешанных пар и появлению большого числа гибридных особей. Подобная ситуация отмечается и в европейской части России, с той лишь разницей, что там в паре гибридизирующих видов птиц редкой является белая лазоревка.

## Описание
Гибрид имеет переходную окраску между обыкновенной лазоревкой и белой лазоревкой. Шапочка у птиц бледно-голубая, степень развития синего цвета на шапочке различно. Спина обычно серо-голубого цвета с белым пятном на зашейке. Нижняя часть тела обычно белая с продольной голубоватой полоской посреди брюха, а также с жёлтым пояском шириной 11—16 мм на груди. Крайние рулевые имеют белое наружное опахало и белую вершину. Второстепенные маховые и их большие кроющие имеют белые вершины длиной 4—7 мм. Кроющие первостепенных маховых отличаются более короткими белыми вершинами длиной 1,5—3 мм. Степень развития жёлтой окраски различна: от бледно-жёлтых пятен небольшого размера в верхней части груди, заметных при рассмотрении только у пойманных птиц, до полностью жёлтогрудых особей, белый цвет у которых сохраняется исключительно на брюшке. У части гибридов встречается намеченная серая полоска, которая отделяет белые «щёки» от передней части шеи и груди. Крайне редко у гибридных птиц встречается зелёная окраска спины, при этом сами птицы выглядят как обыкновенные лазоревки с белой окраской брюшка и нижней части груди. Наличие птиц с различным развитием жёлтой окраски свидетельствует о том, что это действительно гибрид, а не самостоятельный вид, на чём настаивали многие исследователи конца XIX — начала XX века. Гибрид способен давать потомство.